# 吉田林村
吉田林村（きたばやしむら）は、埼玉県児玉郡に存在した村。現在の本庄市北部に位置する。

## 歴史

### 沿革
- 1889年（明治22年）4月1日 - 町村制施行により、上真下村が単独村制。共和村、上真下村と町村組合を結成し、共和組合村となる。
- 1900年（明治33年） - 共和組合村3村が合併し、改めて共和村が発足。同日吉田林村廃止。
- 1957年（昭和32年）7月18日 - 共和村の一部（大字今井および共栄の一部）が本庄市、残部が児玉町に分割編入。旧村域は児玉町となる。
- 2006年（平成18年）1月10日 - 児玉町が本庄市と合併し、改めて本庄市が発足。

## 現在の町名
児玉町吉田林